# Aleksiada
Aleksiada (grško Αλεξιάδα) je srednjeveški biografski tekst, ki ga je okrog leta 1148 napisala bizantinska zgodovinarka Ana Komnena, hčerka bizantinskega cesarja Alekseja I. Komnena.

## Zgodovinsko ozadje
Ana Komnena je bila poročena z bizantinskim generalom, državnikom in zgodovinarjem Nikeforom Brijenijem. Leta 1118 se je vpletla v zaroto proti svojemu bratu, cesarju Ivanu II. Komnenu. Ker zarota ni uspela, se je morala umakniti v samostan.
Nikefor Brijenij je na predlog svoje tašče Irene Dukas napisal zgodovino Bizantinskega cesarstva od zmage Izaka I. Komnena nad Mihaelom VI. Stratiotikom (1057) do padca cesarja Nikeforja III. Botanijata, ko je na prestol prišel Aleksej I. Komnen (1081). Delo je imelo naslov "Gradivo za zgodovino" in je bolj podobno družinski kroniki kot resni zgodovini. Gradivo za zgodovino je dobil od sodobnikov in v delih Mihaela Psellosa, Ivana Skilicesa in Mihaela Atelajtesa. Del uvoda je bil verjetno napisan kasneje.
Nikefor Brijenij je leta 1137 je umrl, še preden je zgodovino dokončal. Njegovo delo je v samostanu nadaljevala Ana Komnena, ga dopolnila, razširila in objavila pod naslovom Aleksiada. Aleksiada je danes glavni vir podatkov o bizantinski politični zgodovini od konca 11. stoletja do začetka 12. stoletja in pomemben vir o prvi križarski vojni.

## O Aleksiadi
Ana je v Aleksiadi opisala politično in vojaško zgodovino Bizantinskega cesarstva od leta 1081 do 1118, ko je cesarstvu vladal njen oče Aleksej I., odnose in spore med Vzhodom in Zahodom v zgodnjem 12. stoletju in gledanje na dogodke v prvi križarski vojni, čeprav je Aleksiada nastala kakšnih petdeset let kasneje. 
Tekst je napisan v izumetničeni atiški grščini in je eden redkih tekstov, ki jih je o politični in vojaški zgodovini svoje države napisala ženska. Lahko bi celo rekli, da je bila Ana Komnena prva ženska zgodovinarka. 
Zaradi družinskih povezav med Ano in Aleksejem I. je delo napisano precej pristransko, čaprav Ana večkrat poskuša prepričati bralca, da je objektivna. Kljub pristranskosti je v Aleksiadi mnogo kritičnosti do očetovih napak. Ana nikakor ni mogla skriti svojega odpora do Latincev (Normanov in Frankov) in jih je imela za barbare, med katere je prištevala tudi "barbare" na splošno in Armence. Prav tako ni mogla skriti svojega globokega sovraštva do brata Ivana II. Komnena. Kljub pristranskosti in odporu do tujcev je bila dovolj objektivna, da je izrazila občudovanje do vrlin, sposobnosti in celo šarma nekaterih smrtnih sovražnikov cesarstva, kot sta bila Robert Guiscard in Bohemond Tarantski.
S stališča sodobnega bralca je njeno stereotipsko opisovanje vojnih dogodkov in napak cesarstva dolgočasno. Drug problem je nekaj zmešnjav pri imenih in nazivih tujcev, predvsem Turkov, ter nekaj geografskih napak in napak pri datiranju.
Jezik je arhaičen. V tekstu je presentljivo mnogo citatov iz Homerjeve Iliade, Sofokleja, Evripida in Demostena, kar kaže na Anino visoko klasično izobrazbo. Kljub temu v delu ne manjka živahnih kratkih pripovedi in odmikov, ki so relativno omejeni in kratki. Uporaba vojaških izrazov in osupljivo število podrobnosti v opisih Aleksejevega burnega vladanja kažejo, da je imela Ana kjub internaciji v samostanu dostop do uradnih državnih arhivov in se je morda celo pogovarjala z udeleženci dogodkov. Opisi kažejo tudi na njeno izredno široko splošno izobrazbo. Njeno zanimanje za vojaško taktiko in pozitivistične znanosti ter prepričanje v lastne sposobnosti za pisanje so za žensko tistega časa, pa tudi mnogo kasneje, vredne občudovanja.

## Zgradba dela
Delo je razdeljeno v Predgovor in 15 knjig z naslednjo vsebino:
- Predgovor: Težave pri pisanju zgodovine, razlogi za nastanek dela, žalovanje za pokojnim soprogom
- 1. knjiga: Aleksej postane general in Domestikos ton sholon (poveljnik vojaške šole in cesarske garde) (Aleksejeva mladost - Urselijev upor – Upor Nikefora Brijenija – Normanske priprave na invazijo)
- 2. knjiga: Komnenov upor (Nevoščljivost do družine – Vzroki za upor – Pobeg – Uporniki razglasijo Alekseja za cesarja – Melisenov upor – Komneni zasedejo Bizanc – Cesar Nikefor III. Botanijat odstopi)
- 3. knjiga: Aleksej kot cesar (1081) in notranji spori z družino Dukas (Marija Alanska in njen sin Konsantin – Prekinitev njene slavne zveze z Aleksejem – O Alekseju in njegovi soprogi Ireni – Aleskej si izmisli nove dvorne položaje – Aleksej javno obžaluje zločine svojih vojakov – Ana Dalasena (Aleksejeva mati) dobi cesarska pooblastila – O Ani Dalaseni – Aleksejeve vojaške priprave in njegova zavezništva – Turki vdrejo v Malo Azijo – Normani prečijo Jadransko morje)
- 4. knjiga: Vojna z Normani (1081–1082) (Robert Guiscard oblega Drač – Beneški zavezniki porazijo Normane – Aleksej pride se svojo vojsko – Normani zmagajo v bitki pri Draču in Aleksej pobegne)
- 5. knjiga: Vojna z Normani (1082–1083) in prva nesoglasja s heretiki (Finančni zlom – Zaplemba cerkvene imovine – Bohemond proti Alekseju – Aleksej z zvijačo končno zmaga – Obtožba Ivana Itala)
- 6. knjiga: Konec vojne z Normani (1085), smrt Roberta Guiscarda, Turki (Aleksej ponovno osvoji Kastorijo – Preganjanje manihejcev (bogomilov) – Aleksej pred cerkvenim sodiščem – Zarota in upor – Zavezništvo z Benetkami – Guiscardova smrt – Preganjanje čarovnikov in astrologov – Rojstva porfirogenetov – Aleksej proti Turkom – Napad Skitov (Pečenegov))
- 7. knjiga: Vojna s Skiti (Pečenegi) (1087–1090) (Začetek sovražnosti – Popoln poraz cesarske vojske – Kumani porazijo Skite, premirje - Skiti prekršijo premirje – Delovanje turškega pirata Cačasa v zahodni Anatoliji – Pohod proti Skitom)
- 8. knjiga: Konec skitske vojne (1091), zarota proti cesarju (Sovražnosti se nadaljujejo – Zlom Skitov pri Levuniju – Končni uspeh – Zarota in upor)
- 9. knjiga: Operacije proti Cačasu in Dalmatincem (1092–1094), zarota Nikefora Diogena (1094) (Operacije proti Cačasu – Operacije na Kreti in Cipru – Uničenje Cačasa – Zarota Nikefora Diogena – Kapitulacija Dalmatincev – Dopolnila k Diogenu)
- 10. knjiga: Še ena herezija, vojna s Kumani, začetek prve križarske vojne (1094–1097) (Neili in vlaherniti – Vojna s Kumani – Operacije proti Turkom – Prihod prvih križarjev – Zlom križarjev Petra Puščavnika – Hugo Francoski – Latinski nadzor morja – Godfrej Bujonski – Grof Raul – Križarski voditelji zaprisežejo zvestobo cesarju – Bohemond)
- 11. knjiga: Prva križarska vojna (1097–1104) (Križarji oblegajo Nikejo – Osvoboditev Nikeje – Uspešne križarske vojaške operacije – Obleganje Antiohije – Uspešne vojaške operacije v Mali Aziji – Zasedba Antiohije in Jeruzalema – Operacije v Aziji – Turški pokol Normanov (Lombardov) - Bohemond zavrne vrnitev Antiohije Bizantinskemu cesarstvu – Operacije v Kilikiji – Piško ladjevje napade otoke – Pomorska vojna z Genovežani – Operacije proti Bohemondu – Bohemond se pretvarja, da je mrtev)
- 12. knjiga: Notranji spori, Normani se pripravljajo na drugo invazijo (1105–1108) (Bohemond pripravlja invazijo na ilirsko (albansko) obalo – Tankredove operacije proti Bizantincem v Kilikiji – Kraljica Irena – Aleksej organizira obrambo na zahodu – Anemadova zarota – Upor Georgija Taronita v Trapezundu – Izaku Kontostefanu ne uspe ubraniti obale pred normanskim ladjevjem – Začetek normanske invazije)
- 13. knjiga: Aronova zarota, Druga normanska invazija (1107–1108) (Aronova zarota – Obleganje Drača – Aleksejeve prevare – Operacije na celini – Operacija na morju – Bohemondova prošnja za premirje – Mirovna pogajanja – Bohemondov opis – Pogajanja med Aleksejem in Bohemondom – Devolska mirovna pogodba)
- 14. knjiga: Turki, Franki, Kumani in manihejci (1108–1115) (Bizantinski uspehi proti Turkom – Problemi s Franki – Pomorske in kopenske operacije – Cesarjevi zdravstveni problemi – Operacije proti Turkom – Ana govori o metodah pisanja zgodovine – Preprečitev vdora Kumanov – Aleksej porazi manihejce s prepričevanjem in preganjanjem)
- 15. knjiga: Zadnji vojaški pohodi, bogomili, Aleksejeva smrt 1116–1118) (Vojna s Turki in nove vojaške taktike – Zmagovita bitka – Mir s Turki – Sultana ubije brat – Aleksej zgradi sirotišnico – Preganjanje bogomilov in sežig njihovega voditelja Bazila – Aleksejeva zadnja bolezen in smrt)

## Popolni rokopisi in povzetki
- Codex Coislinianus 311 (Pariz)
- Codex Florentinus 70, 2
- Codex Vaticanus Graecus 1438
- Codex Barberinianus 235 & 236
- Codex Ottobonianus Graecus 131 & 137
- Codex Apographum Gronovii
- Codex Vaticanus Graecus 981 (predgovor in povzetek)
- Codex Monacensis Graecus 355 (predgovor in povzetek)
- Codex Parisinus Graecus 400 (predgovor in povzetek)

## Knjižne izdaje
- Alexiad, Penguin Classics, žepna izdaja ISBN 0-14-044958-2
- Collection Budé (1937-45, 1967): Anne Comnene, Alexiade (Règne de l'Empereur Alexis I Comnène)